# Alchi
Alchi Gompa  est situé à 67 km de Leh, la capitale du Ladakh, (tibétain : གླེ, Wylie : gle, THL : lé་ ; hindî : लेह, translit. iso : lēha), du district du même nom, dans le territoire de l'Union de  Ladakh en Inde à une altitude de 3 510 m.

## Description
Alchi Gompa est situé dans le tehsil, sur la rive de l'Indus 70 km en aval de la capitale dans Leh. A la différence des autres gompas au Ladakh, Alchi est situé sur les basses terres, pas sur une colline. De ces quatre hameaux, le monastère d'Alchi serait le plus ancien et le plus célèbre. Il est administré par le Likir Gompa.
Le monastère a été construit, selon la tradition locale, par le grand traducteur Guru Rinchen Zangpo entre 958 et 1055. Cependant, les inscriptions dans les monuments préservés l'attribuent à un noble tibétain appelé Kal-dan Shes-rab plus tard dans le XIe siècle.
Le Temple principal (gTsug-lag-khang), est un temple à trois étages appelé le Sumtseg (gSum-brtsegs), Dukhang ou Assembly Hall est construit dans le style Cachemire comme dans beaucoup de monastères; le troisième temple s'appelle le temple de Manjushri (Jam-dpal lHa-khang). Les Chörten sont nombreux dans le complexe. Les détails artistiques et spirituels du bouddhisme et de la religion hindous propres aux rois de l'époque au Cachemire et à l'Himachal Pradesh se reflètent dans les peintures murales du monastère. Ce sont quelques-unes des plus anciennes peintures survivantes au Ladakh. Le complexe possède également d'immenses statues du Bouddha et des sculptures en bois élaborées et des œuvres d'art comparables au style baroque.

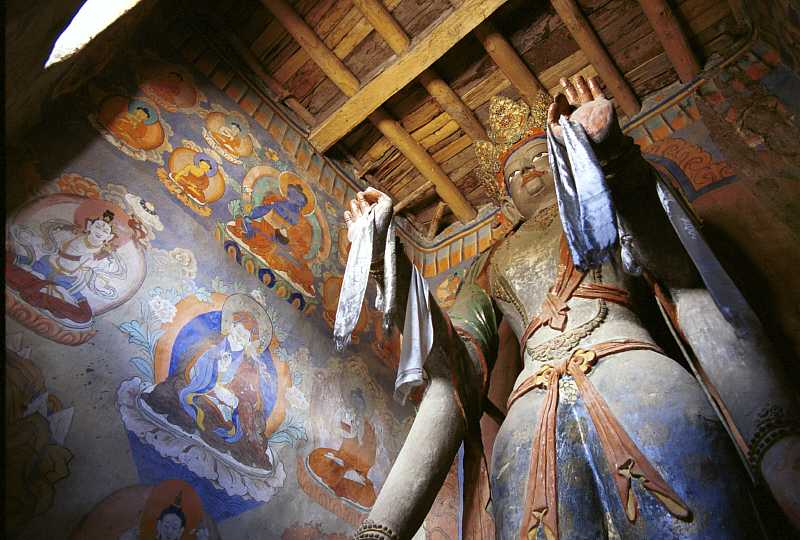
Statue de Tara à Alchi

Le temple principal est dédié à Vairocana, les autres statues et images incluent les cinq familles de bouddha, ainsi que leurs divinités.

## Histoire
La construction du complexe d'Alchi, au Xe siècle, avec le Lamayuru, le Wanla, le Mang-gyu et le Sumda, est attribuée au moine érudit-traducteur Rinchen Zangpo (958-1055). Dans le Tibet au Xe siècle, le roi Yeshe Od de Guge, affecta 21 savants dans cette région trans-himalayenne, de manière à y répandre le bouddhisme. Cependant, compte tenu des conditions climatiques et topographiques difficiles, seuls deux ont survécu, dont l'érudit et traducteur estimé Rinchen Zangpo. Son influence dans la région du  Ladakh et notamment dans l'Himachal Pradesh et au Sikkim fut grande. Il s'est également déplacé dans les pays voisins du Népal, du Bhoutan et du Tibet. Rinchen Zangpo fut reconnu par l'épithète "Lohtsawa" ou le "grand traducteur". Il est crédité de la construction de 108 monastères dans la région trans-Himalaya dans sa quête pour disséminer le bouddhisme. Il a institutionnalisé le bouddhisme dans la région; ces monastères sont considérés comme le pilier du Vajrayana bouddhisme tibétain.  Rinchen Zangpo a recruté des artistes du Kashmir  pour réaliser des peintures murales et des sculptures dans les 108 monastères légendaires, dont seuls quelques-uns d'entre eux ont survécu. Le complexe du monastère d'Alchi au Ladakh occupe une place de choix parmi ces monastères construits.

## LesChörtenoustūpasentibétain

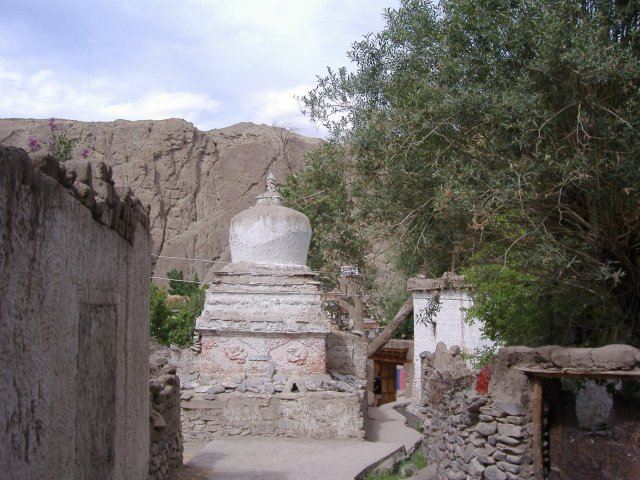
Grand Chörten d'Alchi

Les plus anciens Chortens recensés  sont le Grand Chorten et le Petit Chorten datés du début du XIIIe siècle, après la construction du Sumtseg. Ces chortens sont des portes décorées, connues localement comme «Kakani Chörten» et «Ka-ka-ni mchod-rten», ont un lien historique avec d'autres monuments. Elles sont uniques à Alchi, et antérieures aux autres chortens qui ont été érigés jusqu'au XIVe siècle.

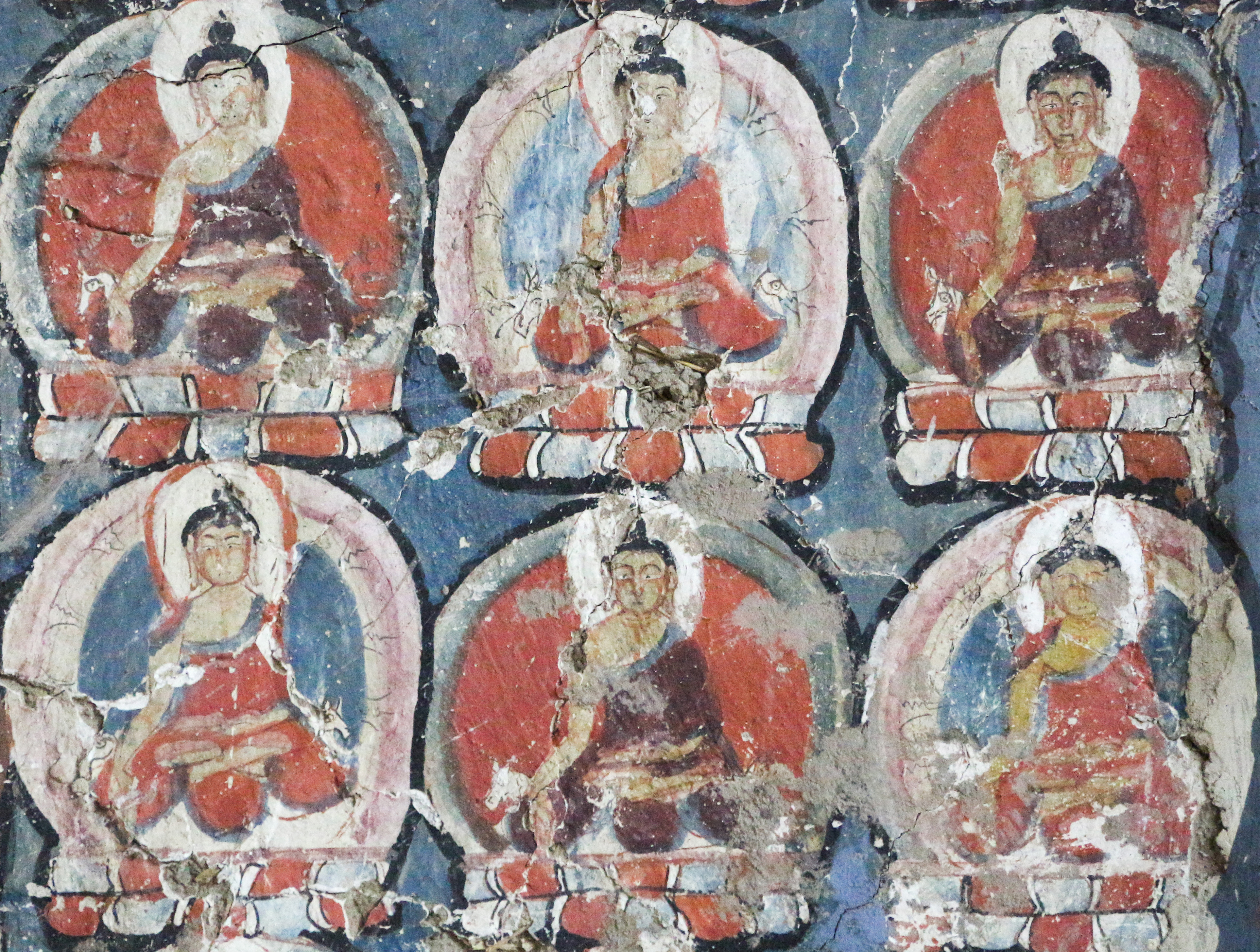
Détail d'une fresque